# Botanophila setiforceps
Botanophila setiforceps är en tvåvingeart som först beskrevs av Ringdahl 1952.  Botanophila setiforceps ingår i släktet Botanophila och familjen blomsterflugor.
Artens utbredningsområde är Sverige. Inga underarter finns listade i Catalogue of Life.